# Faculdade Cambury
A Faculdade Cambury é uma instituição de ensino superior brasileira sediada na cidade de Goiânia, e com Campus avançado também na cidade de Formosa, no entorno do Distrito Federal. Seu fundador e mantenedor é o Deputado Federal Giuseppe Vecci, ex-secretário estadual da Fazenda  e de Gestão e Planejamento de Goiás e, atualmente, candidato do PSDB à prefeitura de Goiânia nas eleições 2016.
Sua história teve início em 1991, com a fundação do Instituto Cambury que, inicialmente, concentrou suas atividades nas áreas de consultoria, pesquisa e projetos. Em 1994, o Instituto começou a ministrar cursos de pós-graduação, sendo pioneira, no Estado de Goiás, na realização de cursos na área de Gestão Empresarial. O Instituto teve aprovada pelo Ministério da Educação (MEC) a criação da Faculdade Cambury, realizando o primeiro vestibular em 1998.
Em 2002 houve a inauguração da sede própria, em Goiânia. Naquele ano, os cursos de Administração (geral), Marketing, Financeira, Comércio Exterior) e o curso de Turismo passaram pelo processo de reconhecimento, alcançando o conceito máximo do MEC. Em 2003, foi inaugurada a Unidade Tecnológica, oferecendo Cursos Superiores de Tecnologia com duração de dois anos. A instituição obteve a nota máxima no processo de autorização do MEC para os cursos de Gestão de Serviços Executivos (Portaria nº 62, de 2 de janeiro de 2007), atualmente denominado Gestão Executiva de Negócios, Gestão de Recursos Humanos (Portaria nº 3.598, de 19 de dezembro de 2002) e Hotelaria (Portaria 3.597, de 10 de dezembro de 2002), atualmente denominado Eventos.

## Reconhecimento de cursos
No final de 2003, recebeu autorização para novos cursos com início em 2004. Para a sede de Goiânia, foram autorizados Jornalismo, Fisioterapia e Arquitetura e Urbanismo. No segundo semestre de 2004, a Faculdade Cambury – Goiânia, recebeu autorização para o primeiro curso de Gastronomia do Estado (Portaria nº 3.302, de 11 de novembro de 2003) e para o primeiro curso de Fotografia e Imagem do centro-oeste (Portaria nº 1.482, de 25 de maio de 04). Em 2005, foram reconhecidos 3 cursos: Gestão de Recursos Humanos (Portaria nº 2455, de 11 de julho), Gestão Executiva de Negócios (Portaria 2.456, de 11 de julho) e Eventos (Portaria nº 3.597, de 19 de dezembro). No final deste mesmo ano, priorizou o oferecimento de Cursos Superiores de Tecnologia. Por meio de um processo de negociação, transferiu seus cursos de bacharelado para a PUC-GO e inaugurou a Faculdade Cambury Tecnológica.
Em 10 de outubro de 2006, por meio da portaria nº 84, foi autorizado o funcionamento dos cursos de Marketing e Gestão da Tecnologia da Informação, mediante a Portaria nº 84, de 10 de outubro. Ainda no mesmo dia, pela Portaria nº 97, foi reconhecido o curso de Gastronomia e, pela Portaria nº 99, o curso de Fotografia. Em 2 de janeiro de 2007, por meio da Portaria nº 1, foi autorizado o curso de Design de interiores. No mesmo dia, mediante a Portaria nº 70, foi autorizado o curso de Design de Joias e Gemas. No dia 25 do mesmo mês, foi autorizado o funcionamento do curso de graduação em Direito. Em 9 de janeiro de 2008, pela Portaria nº 1, foi autorizado, em caráter experimental, o curso de Estética e Cosmética. Pela Portaria nº 45, de 22 de fevereiro de 2008, foi autorizado o funcionamento do curso de Produção Publicitária. Em 21 de outubro de 2011, foi reconhecido o curso de Gestão da Tecnologia da Informação. Em 2012, foram reconhecidos os cursos de Design de Interiores, pela Portaria nº 4, de 24 de janeiro de 2012, e Produção Publicitária, pela Portaria nº 20, de 12 de março 2012.
Atualmente a Instituição conta com 13 cursos, sendo dois bacharelados, Direito e Psicologia, os demais tecnológicos, com menor duração, atuando nos Campi de Goiânia e Formosa.

## Acusação de improbidade
Em 2012 o mantenedor da Cambury, Giuseppe Vecci, à época secretário estadual de Gestão e Planejamento, foi condenado por improbidade administrativa. O juiz Fernando Ribeiro de Oliveira, da 1ª Vara da Fazenda Pública Estadual de Goiânia, julgou procedente a acusação do Ministério Público de que Vecci teria dispensado licitação para contratação de serviços de capacitação para servidores estaduais no Instituto Cambury. Para o juiz, é incontestável nos autos que Vecci burlou o artigo 13 da Constituição Estadual, que impede que secretários e outros agentes políticos firmem ou mantenham contratos com pessoa jurídica de direito público. Consta nos autos que a Cambury fechou contratos diretamente com os alunos, mas os cursos teriam sido pagos pelo Tesouro Estadual. Para o juiz, ao elaborar os contratos em nome dos servidores, o secretário tentou se livrar do impedimento legal que tinha de contratar com a administração pública. Segundo ele, se Vecci tivesse agido com "honestidade e imparcialidade", teria comunicado à Comissão Permanente de Licitação da Secretaria de Estado do Planejamento e Desenvolvimento e demais órgãos, que era sócio-gerente do Instituto Cambury e que, por isso, não poderia participar de licitações. Apesar disso, o magistrado constatou que não houve enriquecimento ilícito e que a condenação não causou prejuízo ao erário estadual. Dessa maneira, Fernando Ribeiro decidiu não impor perda da função pública nem a suspensão dos direitos políticos de Vecci, mas com a sentença ele ficaria impedido de contratar com o poder público ou receber benefícios públicos ou receber benefícios ou incentivos fiscais pelo prazo de três anos.
No entanto, em setembro de 2013 Vecci foi inocentado por unanimidade pelo Tribunal de Justiça de Goiás.

## Reprovação pelo MEC
A Cambury aparece na lista de faculdades reprovadas pelo MEC, divulgada em dezembro de 2015. Ao todo, 2.042 instituições foram avaliadas em uma escala de pontuação que varia de 1 a 5. Desse total, 324 foram consideradas insatisfatórias, entre as quais 17 de Goiás. A instituição leva o título de "reprovada" quando seu Índice Geral de Cursos (IGC) fica abaixo de 3 na pontuação. Esse cálculo é feito anualmente, com base na média ponderada dos Conceitos Preliminares de Curso, que levam em conta o rendimento dos alunos no Enade, infraestrutura e qualidade do corpo docente, e dos conceitos de mestrado e doutorado, ancorados na avaliação da Coordenação de Aperfeiçoamento de Pessoal de Nível Superior (Capes).
No índice a Cambucy obteve conceito 2. O índice considera o CPC dos cursos avaliados no ano do cálculo e nos dois anos anteriores. Por isso a divulgação refere-se aos três anos suficientes para que todas as áreas sejam avaliadas. Notas 1 e 2 são insuficientes e o mau desempenho acarreta em punições por parte do MEC, como a proibição de novos vestibulares.
No ano de 2018 e no ano atual 2019, a Faculdade Cambury obteve nota 4 no MEC.

## Cursos – Cambury Goiânia
- Psicologia
- Direito
- Design de Interiores
- Design de Produtos
- Gastronomia
- Construção de Edifícios
- Gestão Executiva de Negócios
- Gestão em Recursos Humanos
- Logística
- Marketing
- Fotografia
- Gestão da Tecnologia da Informação
- Estética e Cosmética

## Cursos – Cambury Formosa
- Administração
- Ciências Contábeis
- Marketing
- Processos Gerenciais
- Gestão da Tecnologia da Informação
- Estética e Cosmética